# Зорка Стојановић
Зорка Стојановић (Пожаревац, 1963) српска је песникиња, пише, прозу, поезију, есеје, критике. Члан Удружења књижевника Србије од 2000. године и Удружења новинара Србије.

## Биографија
Рођена је 25. јула 1963. године у Пожаревцу, где је завршила средњу школу. Године 2003. положила стручни испит у Народној библиотеци Србије и тако се оспособила за рад у Библиотеци. (завршене три године и уписана четврта на Факултету Политичких наука – одсек  психологија у Београду.
Била је запослена у млину „Млава” у Малом Црнићу од 14. маја 1984. до 31. јануара 2002. године, од 1. фебруара 2002. године, ради у библиотеци „Србољуб Митић” у Малом Црнићу. 
Волонтерски сарађује са недељним листом „Реч народа”, који излази у Пожаревцу и покрива Браничевски управни округ.

## Награде и признања
Добитник је бројних награда и признања, међу њима: 
- Октобарска награда општине Мало Црниће,
- 2010. Награда „Бранко Миљковић”, Манифестација Чегарске ватре Ниш, за песму Дрво-запис,
- 2013. Књижевна награда Царица Теодора, Kњижевни клуб Раковица за најбољу духовну песму,
- 2015. Статуа Ћеле кула, Манифестација Чегарске ватре Ниш,
- 2016. Благодарје – Удружења књижевника Србије,
- 2016. Заветна повеља Удружења потомака ратника града Пожаревца,
- 2017. Статуа и плакета Мише Цветановића на књижевном конкурсу „Миша Цветановић” у Брестовцу, друго место за причу Дрвени мост,
- 2019. Поетзофија, конкурс у организацији породице Станивук у спомен Слободану Станивуку, сликару и професору филозофије,
- Златна значка Културно-просветне заједнице Србије и других признања за освојена прва места на разноврсним конкурсима.